# معركة الخويرة
معركة الخويرة أو الخويراء هي معركة دارت رحاها بداية شهر نوفمبر 1871م بين قوات الدولة العثمانية التي احتلت اقليم الأحساء سنة 1871م وبين قوات الأمير سعود بن فيصل بن تركي آل سعود التي سعت إلى إخراج العثمانيين من الأحساء. وكانت المعركة حامية الوطيس وأن الجانبين فقدا أعدادًا كبيرة من الجرحى والقتلى، وإن كانت الهزيمة ثقيلة على قوات الأمير السعودي.

## البداية
بعد وفاة الإمام فيصل بن تركي آل سعود تولى ابنه الأكبر عبد الله الحكم من بعده، إلا أن ذلك لم يكن ليرضي أخاه سعود الذي كان وقتها حاكمًا إقليميًا على جنوب الرياض وعاصمتها الخرج، فخرج على أخيه، فاندلعت بينهما الحروب، حتى تمكن سعود من السيطرة على الأحساء والقطيف، فأنتزعها سنة 1287هـ/1870م، ثم ضيق على أخيه الخناق حتى استولى على الرياض وأخرجه من نجد، مما اضطر عبد الله إلى طلب المساعدة من الدولة العثمانية في بغداد، فأمر مبعوثه إلى العراق «عبد العزيز بن عبد الله أبابطين» أن يذهب إلى بغداد ويطلب المساعدة من مدحت باشا والي بغداد، وعندما قابل الوالي شرح له مهمته وسأله المساعدة لمواجهة تمرد سعود وانقاذ الإمارة مقابل التبعية للدولة العثمانية ودفع الخراج السنوي، فلاقى هذا الطلب هوى في نفس الباشا. فبدأ بتجهيز حملة للإستيلاء على الأحساء، فخرجت الحملة بتاريخ 2 صفر 1288هـ/20 أبريل 1871م من بغداد حيث وصلت رأس تنورة يوم 23 صفر 1288هـ/13 مايو 1871م (ذكر لوريمر أنهم وصلوا يوم 26 مايو) فأنزل قواته في اليوم التالي. وبعدها توجهت الحملة نحو القطيف حيث وصلتها يوم 7 ربيع الأول/26 مايو، فاستسلمت لهم. ثم الدمام حيث استسلمت يوم 5 يونيو. وكانت خطة العثمانيين أن يركزوا وجودهم على الساحل حتى يحافظوا على خطوط مواصلاتهم، ومن بعدها ينطلقون إلى الداخل نحو الهفوف والرياض، وتمكنوا من دخول الهفوف يوم 19 ربيع الآخر 1288هـ/24 يوليو 1871. وكان سعود يريد استدراج القوات العثمانية إلى داخل البلاد حيث الصحراء والعمل مع اتباعه من العجمان يكون أكثر سهولة من مواجهة في معركة مباشرة مع العثمانيين على الساحل.

## ما قبل المعركة
بعد احتلال القطيف، اصدر نافذ باشا بيانًا أعلن فيه أنه جاء على رأس هذه الحملة لاسترجاع سلطة عبد الله بن سعود قائمقام نجد من معارضيه، وأن غريمه سعود وأنصاره سيصفح عنهم إذا جاءوا وأعلنوا خضوعهم، أما القبائل التي تظل هادئة مسالمة في القطيف فستحظى بحماية تركيا وإحسانها. أما في الرياض فقد احتدم القتال حولها بين الأخوين عبد الله وسعود، وكانت نتيجتها أن استولى سعود على الرياض وفر عبد الله إلى الأحساء لاجئًا إلى المعسكر العثماني فالتقى بنافذ باشا قائد القوات العثمانية الذي كان قد أرسل إليه مسبقًا ليسلمه الأحساء، فاعتذر عبد الله عن تأخره في الوصول للمعسكر متذرعُا بعدم أمن الطريق، وقد استقبله نافذ باشا بإجلال واحترام. أما سعود فإنه ماكاد أن يصل الرياض حتى ثار عليه أهلها، ويتزعمهم عمه عبد الله بن تركي وحصروه في قصره لعدة أيام حيث دار القتال فيه، ثم خرج من القصر بعد أن أخذ الأمان منهم لنفسه ولمن معه، فخرج وتوجه إلى بلدة الدلم.

## المعركة
بعد أن خرج سعود من الرياض توجه نحو الحريق ومعه ابنه محمد وأبناء عمه سعود بن جلوي ومحمد بن سلطان ونفر قليل غيرهم. وهناك بعث إلى زعماء العجمان وبني مرة وغيرهم لترتيب الأمور، فاستقر الرأي على التجمع في «الزرنوقة» وهو بئر ماء يبعد نصف يوم من الحريق وعلى بعد يوم من الأحساء، ووعدهم أنه سيلتحق بهم في أسرع فرصة ممكنة، ولكن يبدو أن سعود تأخر بعض الشيء عن الوصول إلى معسكر أتباعه، فأتباعه بحاجة إلى اتخاذ قرار حاسم: إما الحرب أو الاستسلام. وعندما تأخر سيدهم عن الحضور اجتمع شيوخ القبائل في الزرنوقة، وقرروا أن يرسلوا وفدًا للعثمانيين للتباحث معهم في قضية الاستسلام التي كانت تطالب بها القوات العثمانية، واستقر رأيهم على ارسال راكان بن حثلين زعيم العجمان. فاستقبله نافذ باشا استقبالا حافلا، ووافق على أن يصدر فرمانًا بالعفو عن العجمان مقابل أن يدفعوا بعض التعويضات منها 200 جمل و100 حصان على أن يوصي بذلك المرسوم في المقابل أن يرتادوا الهفوف والتزود من أسواقها بما يحتاجونه من مؤن وحاجيات، فوافق زعيم العجمان وقفل راجعًا إلى معسكر الزرنوقة.
وفي تلك الأثناء وصل سعود إلى المجتمعين في الزرنوقة، فبعث نافذ باشا الشيخ مبارك الصباح شقيق حاكم الكويت إلى الزرنوقة للتأكد من نوايا سعود، وبعد أن اجتمع به أكد سعود بأنه سيغادر الزرنوقة إلى الأحساء خلال يومين لتسليم نفسه، وعاد الشيخ مبارك إلى نافذ باشا ينقل إليه أخبار سعود. ولكن بعد مضي ثلاثة أيام لم يصل سعود وبدأت المخاوف تساور القائد العثماني، فأرسل مبارك مرة أخرى إلى معسكر العجمان، فذهل الشيخ مبارك عندما وجد جموع سعود تستعد للزحف على الأحساء، وبعد اجتماعه مع سعود أخبره أنه قد عزم على مقاومة العثمانيين حتى يخرجهم من بلاده أو يموت. فعاد مبارك ينقل تلك الأنباء للعثمانيين الذين لم ينتظروا الهجوم بل شنوا هجومًا سريعًا بقيادة حمدي باشا، فدار قتال عنيف أسفر فيه عن سقوط عدد كبير من القتلى والجرحى، واستبسل فيه العجمان وقاتلوا بشجاعة، ولكنهم لم يحرزوا نصرًا على العثمانيين الذين تراجعوا بنظام تحت ستار كثيف من نيران المدفعية إلى مدينة الهفوف، وانسحب العجمان إلى معسكرهم. وذكر قورشون أن سعود تمكن من جمع ما بين سبعة وثمانية آلاف شخص من قبيلتي مرة والعجمان، ثم هجم على الأحساء، ولما اقترب منها زحف عليه طابوران من العساكر المزودين بالبنادق الإبرية، فالتحم الطرفان فجرح سعود من المعركة وانهزم ولم يجد بدًا من الفرار.
وجاء في تقرير القنصل البريطاني في بغداد هربرت أن جريدة الزوراء وصفت تلك المعركة، وقالت أن سعود هزم مجروحًا بعد أن تكبد خسائر فادحة قدرت بـ 600 قتيل، وأن خسائر العثمانيين كانت طفيفة. ولكن القنصل ذكر أنه استلم تقريرًا من نائب المقيم في البصرة روبرتسون بخصوص تلك المعركة، وجاء في تقريره أن المعركة كانت حامية الوطيس وأن الجانبين فقدا أعدادًا كبيرة من الجرحى والقتلى.

## مابعد المعركة
بعد تلك المعركة الدامية خرج سعود إلى قطر، حيث اتخذ منها مركزًا له، وأجبر الأهالي على تزويده بالمؤن حتى لا تتعرض ممتلكاتهم للنهب. فقرر نافذ باشا لتأكيد الوجود العثماني في قطر أن يرسل قوة عسكرية قوامها مئة جندي وضابطين مسلحين بمدفع ميدان كبير، قاد القوة الشيخ عبد الله الصباح، فوصلت ميناء البدع على متن السفينة آشور وبرفقة قطع بحرية أخرى في يناير 1872، واستقرت تلك القوة في قلعة البدع. فلما رأى سعود ذلك بدأ يراسل أخوه عبد الله من اجل الصلح والتحالف معًا لقتال العثمانيين، ولكن دون جدوى لأن عبد الله وجدها فرصة مناسبة للعودة إلى الرياض ليحكمها بعد أن شغرت بثورة سكانها على أخيه سعود.